# Austroleptis rhyphoides
Austroleptis rhyphoides är en tvåvingeart som beskrevs av Hardy 1920. Austroleptis rhyphoides ingår i släktet Austroleptis och familjen Austroleptidae. Inga underarter finns listade i Catalogue of Life.